# Une époque formidable...
Une époque formidable... is een Franse film van Gérard Jugnot die werd uitgebracht in 1991. 
In het door de Engelstalige film overheerste filmjaar 1991 was Une époque formidable in Frankrijk de tweede meest succesrijke Franse film, na Alain Corneau's Tous les matins du monde.

## Verhaal
Michel Berthier heeft alles om gelukkig te zijn: hij heeft een vaste job (middenkader van een matrassenbedrijf), hij heeft een leuke partner, Juliette, een stewardess, en twee kinderen uit Juliette's vorige relatie. Op een dag wordt hij echter ontslagen. Heel zijn wereld valt in duigen. Hij verzwijgt Juliette dat hij plotseling zonder baan zit. 
Elke dag doet hij alsof hij zich naar zijn werk begeeft. 's Avonds komt hij dan thuis met geschenkjes. Maar hij verliest ook zijn vrouw. 
Hij zoekt geen nieuw werk. Hij wordt dakloos en ondervindt al gauw wat armoede is. Hij ontmoet een groepje kleurrijke clochards dat wordt aangevoerd door de innemende Toubib. Vanaf dan trekt hij met hen op.

## Rolverdeling
| Acteur                 | Personage                                 |
| ---------------------- | ----------------------------------------- |
| Gérard Jugnot          | Michel Berthier                           |
| Richard Bohringer      | Toubib                                    |
| Victoria Abril         | Juliette, de levensgezellin van Michel    |
| Ticky Holgado          | Crayon                                    |
| Chick Ortega           | Mimosa                                    |
| Roland Blanche         | Copi                                      |
| Éric Prat              | Malakian, kaderlid, ex-overste van Michel |
| Catherine Alcover      | mevrouw Cohen                             |
| Charlotte de Turckheim | Rita, de prostituee                       |
| Zabou Breitman         | de interviewster                          |
| Patrick Timsit         | de eenogige                               |
| Michèle Laroque        | headhunter                                |